# The quick brown fox jumps over the lazy dog

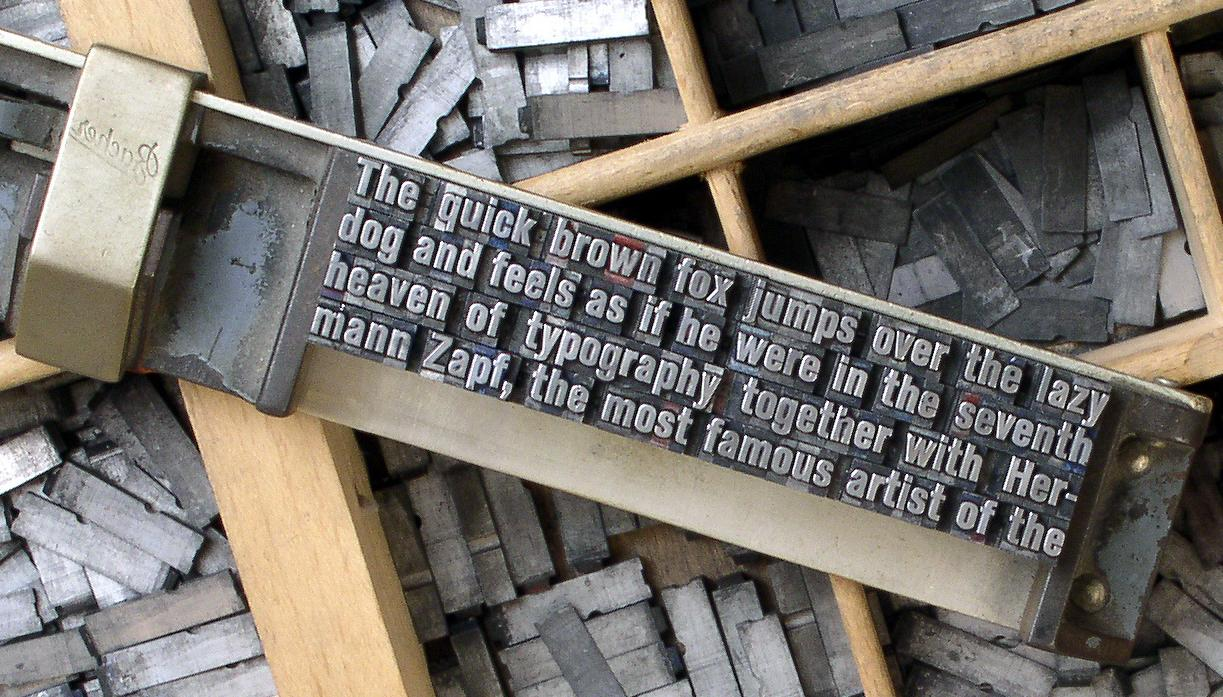
A frase confeccionada em tipos móveis de metal, usados em prensas gráficas

The quick brown fox jumps over the lazy dog (tradução do inglês para A rápida raposa marrom pula por cima do cão preguiçoso) é um pangrama, frase que utiliza todas as letras do alfabeto na língua inglesa. É utilizado para exibir e demonstrar como ficariam todas as letras em uma impressão com apenas uma frase.
Alguns tradutores de programas simplesmente transliteram a citação sem procurar usar um pangrama em português, como "Um pequeno jabuti xereta viu dez cegonhas felizes" (42 letras).
(Vide outros exemplos de pangramas)
A frase aparece como exemplo em alguns programas da Microsoft, porém não está adaptada ao português. No Microsoft Word, a frase é escrita automaticamente várias vezes pela seguinte linha de comando: =rand(x,y), onde x = número de parágrafos desejado, e y = número de vezes que se deseja que a frase seja repetida em cada parágrafo. Provavelmente, a intenção do programador era oferecer ao usuário um meio rápido de avaliar o efeito visual de uma fonte, mas por não encontrar-se em português, esta função fica prejudicada.

## História
A primeira aparição da frase veio do The Michigan School Moderator, um jornal desenvolvido por professores para assuntos relacionado com educação, notícia e outros. Em um artigo denominado "Interesting Notes" em 14 de março de 1885, a frase foi uma sugestão para técnicas de escritas Na década de 1950, a companhia The Western Union Company testou seus sistemas de telégrafos com transmissões da mensagem "A QUICK BROWN FOX JUMPS OVER THE LAZY DOG 0123456789" tanto em alta como minúsculas, pontuação e um sinal de sino.